# Les plaisirs de Versailles
Les plaisirs de Versailles (título original en francés; en español, Los placeres de Versalles) es una breve ópera (o divertissement) con música de Marc-Antoine Charpentier y con libretista desconocido. Se compuso para representar en el nuevo entretenimiento cortesano conocido como les appartements du roi ("las recepciones del rey") ideadas por el rey Luis XIV y se celebraban en sus propios apartamentos en el palacio de Versalles en 1682. En aquella época, Charpentier era el compositor de Luis, le Grand Dauphin, el hijo del rey.

## Personajes y sinopsis
La mayor parte de los personajes representan los placeres que se disfrutaban en Versalles: La Musique (Música), La Conversation (Conversación), Le Jeu (Juego), Comus y Un plaisir (Un placer). El reparto de la primera representación se desconoce, pero puede que el propio Charpentier cantase Le Jeu. La Musique canta hasta que la interrumpe el murmullo de la Conversation. Comus llega e intenta reconciliar a las dos ofreciéndoles chocolate, vinos y golosinas. Le Jeu sugiere que jueguen, pero la Musique sólo quiere cantar y la Conversation sólo desea beber chocolate. Las dos finalmente se ponen de acuerdo en dejar a un lado las diferencias de manera que ambas puedan ayudar al rey Luis a relajarse después de luchar en la guerra.

## Grabación
- Les Plaisirs de Versailles (con Les Stances du Cid  H.457 - H.459 y Amor vince ogni cosa H.492) Sophie Daneman, Katalin Karolyi, Steve Dugardin, Jean-François Gardeil, François Piolino, Patricia Petibon, Monique Zanetti, Fernand Bernadi, Les Arts Florissants dirigidos por William Christie (Erato, 1996).
- Les Plaisirs de Versailles H.480, Idylle sur le retour de la santé du Roi H.489, Sonate à 8 H.548, Les Folies Françoises, Patrick Cohen-Akenine. Director, Olivier Simonet, DVD Armide Classics / Vox Lucida ARM 003, 2004.
- Les Plaisirs de Versailles H.480 ( y Les Arts Florissants H.487), Teresa Wakim, Jesse Blumberg, Virginia Warnken, Boston early Music Festival Vocal & Chamber Ensembles, Paul O’Dette, Stephen Stubbs, CD (CPO, 2019).